# Classe Schur
En matemàtiques, la classe Schur consisteix en les funcions de Schur: les funcions holomorfes des del disc unitat obert al disc unitat tancat. Aquestes funcions van ser estudiades per Issai Schur.
Els paràmetres de Schur γj d'una funció de Schur f0 es defineixen recursivament com
{\displaystyle \gamma _{j}=f_{j}(0)}
{\displaystyle zf_{j+1}={\frac {f_{j}(z)-\gamma _{j}}{1-{\overline {\gamma _{j}}}f_{j}(z)}}.}
Tots els paràmetres de Schur γj tenen valor absolut com a màxim 1.
Això dona una expansió de fracció contínua de la funció de Schur f0 utilitzant repetidament el fet que
{\displaystyle f_{j}(z)=\gamma _{j}+{\frac {1-|\gamma _{j}|^{2}}{{\overline {\gamma _{j}}}+{\frac {1}{zf_{j+1}(z)}}}}}
que dona
{\displaystyle f_{0}(z)=\gamma _{0}+{\frac {1-|\gamma _{0}|^{2}}{{\overline {\gamma _{0}}}+{\frac {1}{z\gamma _{1}+{\frac {z(1-|\gamma _{1}|^{2})}{{\overline {\gamma _{1}}}+{\frac {1}{z\gamma _{2}+\cdots }}}}}}}}.}